# Koike Teppei
Koike Teppei (小池徹平  Tiểu Trì Triệt Bình ) (sinh ngày 5 tháng 1 năm 1986) là một ca sĩ, nhạc sĩ, diễn viên Nhật Bản. Anh sinh ra tại Osakasayama, Osaka. Anh thuộc quyền quản lý của công ty Burning Production. Là thành viên của nhóm nhạc WaT cùng với bạn thân là Wentz Eiji (đã tan rã).

## Lịch sử
2001
- Học tại trường THPT Furitsu Nagano tại Osaka
- Giành giải quán quân trong cuộc thi Junon Super Boy lần thứ 14.

2002
- Chuyển đến Tokyo vào mùa xuân. Vào học tại trường THPT Horikoshi để tham gia công ty.
- Gặp Wentz Eiji và bước đầu thành lập nhóm WaT. Bắt đầu làm nghệ sĩ đường phố.
- Tham gia một vai diễn trong phim Tentai Kansoku.

2004
- Phát hành indie CD đầu tiên Sotsugyou Time trong vào ngày 18 tháng 2.
- Tốt nghiệp trường THPT Horikoshi.

2005
- Tham gia diễn xuất trong phim Gokusen 2 (từ 15 tháng 1 đến 19 tháng 3), đây là một trong những lý do tạo nên sự nổi tiếng của anh.
- Xuất hiện trong vai Hideki Ogata, một nhân vật đặc biệt trong phim Dragon Zakura của đài truyền hình TBS (từ tháng 7 đến tháng 9).
- WaT ký hợp đồng với Universal Music vào tháng 8, phát hành single đầu tiên Boku no Kimochi vào ngày 2 tháng 11, và bất ngờ đạt được hạng 2 trong bảng xếp hạng Oricon. Là nhóm nhạc có thời gian ra mắt single đầu tay ngắn nhất và xuất hiện trên chương trình Kohaku Uta Gassenà`gg lần thứ 56 của đài truyền hình NHK.
- Phát hành quyển photobook đầu tiên First Letter From Teppei.

2006
- Đạt giải thưởng tại Golden Arrow Award lần thứ 43 dành cho nghệ sĩ triển vọng (với WaT).
- Đạt giải thưởng tại Gold Disc Award lần thứ 20 trong hạng mục Nghệ sĩ trẻ triển vọng.
- Vào vai nam chính lần đầu tiên trong phim Lovely Complex với vai Atsushi Otani.
- Ủng hộ chính thức trong giải đấu bóng chuyền quốc tế năm 2006.
- Đạt giải Nam diễn viên phụ xuất sắc nhất trong Drama Academy Award lần thứ 49 cho vai diễn bác sĩ Ijuunin trong Iryu.
- Phát hành quyển photobook thứ 2 Kiss me, Kiss me.
- WaT xuất hiện trong chương trình Kohaku Uta Gassen lần thứ 57 của đài truyền hình NHK (lần thứ hai).

2007
- Dự án solo đầu tiên được công bố vào ngày 10 tháng 1.
- Câu chuyện của anh về việc rời bỏ nhà và quê hương mình để thực hiện ước mơ trở thành nghệ sĩ đã được chuyển thể thành một quyển manga dày 52 trang tên Bokura no Ibasho và được thực hiện bởi Nakahara Aya, tác giả của manga Lovely Complex.
- Single solo Kimi ni Okuru Uta được phát hành vào ngày 14 tháng 2 - ngày Valentine, với bài hát solo của Wentz Lucky de Happy bên cạnh.
- Phát hành album solo Pieces vào ngày 27 tháng 6.

2008
- Vào vai chính trong movie KIDS.
- Vào vai chính lần đầu tiên trong phim Shibatora của đài truyền hình Fuji TV (tháng 7).

2009
- Vào vai chính trong movie Genkai In Black Company.
- Đạt giải Rookie of the Year - 2008 tại Japan Academy Prize lần 3 thứ 32 được tổ chức vào ngày 20 tháng 2.

2010
- Vào vai chính trong drama Tetsu no Hone với vai Toshima Heita.

2011
- Vào vai chính trong movie Salaryman NEO The Movie.

2012
- Đóng vai chính trong drama Doroctor với vai Nakamura Shinichi.
- Tham gia diễn lần đầu tiên trong vở nhạc kịch Shida no Mure Junjou Junrei Hen.

2013
- Đóng vai chính trong drama Bitter And Sweet - Tea of Hope với vai Kota Hayakawa.
- Lần đầu tiên xuất hiện với tư cách diễn viên nhạc kịch trong nhạc kịch Merrily We Roll Along trong vai Charley Kringas.

2014
- Đóng vai chính trong drama Borderline với vai Kawabata Akira.
- Tham gia vở nhạc kịch Kirei trong vai Harikona.

2015
- Tham gia vở nhạc kịch dựa theo bộ manga nổi tiếng Death Note: Death Note the Musical trong vai thám tử L.
- Đóng vai chính trong drama Konkatsu Deka với vai Fujioka Tsutsuji.
- Đóng vai chính trong Special Drama của đài BS日テレ: Sabu to Ichi Torimono Hikae với vai Sabu.

2016
- Tham gia nhạc kịch 1789 - Bastille no Koibitotachi trong vai Ronan Mazurier.
- Tham gia nhạc kịch Kinky Boots trong vai Charlie Price.
- Đóng vai chính trong Special Drama của đài BS日テレ: Sabu to Ichi Torimono Hikae - Fuyu natsu no shou với vai Sabu.

2017
- Tham gia nhạc kịch Cabaret trong vai Cliff Bradshaw.

2018
- 08.11, anh đã chính thức xác nhận đã kết hôn với nữ diễn viên lớn hơn anh 3 tuổi - Haru Natsuko (Kobayashi Natsuko) sau thời gian hẹn hò 3 năm.[1][2]

## Tiểu sử cá nhân

### Âm nhạc
- Anh bắt đầu chơi khi học THCS.
- Nhạc cụ thường chơi: Guitar, Electric Guitar, Harmonica, Piano, Ukulele.
- Trong chung kết cuộc thi Junon Super Boy, anh chơi bài Wadachi của Kobukuro. Tuy đã trải qua nhiều tai nạn (đàn đứt dây...), nhưng anh đã hoàn thành bài hát một cách trọn vẹn, vì vậy anh giành được giải nhất trong cuộc thi.
- Gặp Wentz và hình thành WaT vào năm 2002. Thay vì làm một nghệ sĩ nhàn rỗi mà hai anh đã làm nghệ sĩ đường phố tại Công viên Yoyogi và vùng lân cận.
- Trong Kohaku Uta Gassen, khi Wentz và Teppei trình diễn Boku no kimochi, Teppei bị đứt dây đàn, micro của cả hai đều ngã nhưng WaT vẫn dành cho nhau nụ cười thật tươi và hoàn thành màn biểu diễn trong tràng pháo tay táng thưởng.

### Quan hệ của Teppei với Wentz
- Anh và Eiji Wentz thật sự là bạn thân. Wentz cũng là người bạn thân đầu tiên của Teppei ở Tokyo.
- Bởi vì Teppei thuận tay trái còn Wentz bên thuận tay phải nên khi buổi diễn thì sẽ mặc định chỗ đứng rằng: "Teppei bên phải còn Wentz bên trái".
- Hai người thường đến nhà nhau chơi, đi xem phim cùng nhau và ăn cùng nhau. Khi họ cùng trình diễn trên đường phố, hai anh thường mượn đồ của nhau.
- Họ dành ngày nghỉ Giáng Sinh ở cạnh nhau từ khi họ vừa gặp mặt (năm 2002, cả hai đi nghỉ tại Shinjuku; năm 2003, đi chạy marathon để quay MV Sotsugyou TIME; năm 2004, ăn cùng nhau ở cửa hàng hamburger và năm 2005; cả hai cùng dành thời gian để quay bộ phim My favorite girl).
- Teppei gọi Wentz là "Ei-chan".
- Trong lần sinh nhật thứ 20 của Wentz, Teppei đã mua cho Wentz một đống... quần lót.
- Trong lần sinh nhật thứ 20 của Teppei, lúc đó Wentz đang đi công tác ở Việt Nam, nhưng tin nhắn chúc mừng sinh nhật vẫn đến đúng 0h00' giờ Nhật Bản.
- Có lần hai anh được hỏi: "Nếu như một trong hai là nữ?" - Hai anh đã không suy nghĩ mà nói ngay: "Sẽ hẹn hò với nhau "thật sự"".
- Trong Bokura no Ibasho, Teppei nói rằng thứ gắn kết hai anh lại với nhau chính là vì hai anh rất yêu âm nhạc. Ngoài ra, tính cách của hai anh hoàn toàn trái ngược nhau ("Nếu chúng tôi học chung một lớp, tôi hoàn toàn chắc chắn rằng chúng tôi không thể nào là bạn").

## Giải thưởng
- Đạt giải thưởng tại Golden Arrow Award lần thứ 43 dành cho nghệ sĩ triển vọng (với WaT).
- Đạt giải thưởng tại Gold Disc Award lần thứ 20 trong hạng mục Nghệ sĩ trẻ triển vọng.
- Đạt giải Nam diễn viên phụ xuất sắc nhất trong Drama Academy Award lần thứ 49 cho vai diễn bác sĩ Ijuuin trong Iryu.
- Đạt giải Rookie of the Year - 2008 tại Japan Academy Prize lần thứ 32 được tổ chức ngày 20 tháng 2 năm 2009.

## Danh sách các đĩa nhạc
(Ở đây chỉ tính những tác phẩm solo của Teppei, những tác phẩm dưới tên WaT xin xem ở Danh sách đĩa nhạc của WaT) 

### Đĩa đơn
| STT | Tiêu đề                                | Romaji                               | Dịch nghĩa                          | Ngày phát hành | Tracklist | Vị trí cao nhất trên Oricon | Ghi chú                                                                   |
| --- | -------------------------------------- | ------------------------------------ | ----------------------------------- | -------------- | --- | --------------------------- | ------------------------------------------------------------------------- |
| 1   | ラッキーでハッピー/君に贈る歌          | Rakkii de Happii / Kimi ni Okuru Uta | Lucky de Happy / Bài hát gửi đến em | 14/02/2007     | 1. 君に贈る歌 (Kimi ni Okuru Uta) - Koike Teppei *Nhạc và Lời: Koike Teppei 2. ラッキーでハッピー (Lucky de Happy) - Wentz Eiji *Nhạc và lời: TSUKASA 3. 君に贈る歌 (Kimi ni Okuru Uta) <Instrumental> 4. ラッキーでハッピー (Lucky de Happy) <Instrumental>                                      | 2                           | Lucky de Happy là bài hát của Wentz                                       |
| 2   | Awaking Emotion 8/5 / my brand new way |                                      |                                     | 25/04/2007     | 1. Awaking Emotion 8/5 - Wentz Eiji *Nhạc: Curious K *Lời: Wentz Eiji, Kiyoto Komatsu 2. my brand new way - Koike Teppei 3. Awaking Emotion 8/5 <Instrumental> 4. my brand new way <Instrumental>5. ゲゲゲの鬼太郎 (Gegege no Kitaro) - Koike Teppei (Bonus Track)                                | 4                           | Bài hát my brand new way được sử dụng là bài hát quảng cáo cho hãng Rohto |
| 3   | キミだけ                               | Kimi Dake                            | Chỉ mình em                         | 24/06/2009     | 1. キミだけ (Kimi Dake) *Nhạc và lời: Koike Teppei *Phối khí: Masanori Shimada 2. ラフライター (Rough Writer) *Nhạc: DAIZO *Lời: Koike Teppei *Phối khí: Suzuki Daichi Hideyuki 3. 君に贈る歌 (Kimi ni Okuru Uta) <Acoustic Version> *Nhạc và lời: Koike Teppei *Phối khí: Suzuki Daichi Hideyuki | 4                           |                                                                           |

### Album
| STT | Tiêu đề         | Ngày phát hành | Tracklist | Vị trí cao nhất trên Oricon |
| --- | --------------- | -------------- | --- | --------------------------- |
| 1   | pieces          | 27/06/2007     | 1. そんなあなたに (Sonna Anata ni) 2. my brand new way 3. 思い出の欠片 (Omoide no Kakera) 4. 絵葉書 (Ehagaki) 5. 君に贈る歌 (Kimi ni Okuru Uta) 6. sweet summer 7. 何処かの空 (Dokoka no Sora) 8. pieces 9. is 10. 赤レンガ (Aka Renga) 11. dawn 12. 雨も風も (Ame no Kaze mo) | 6                           |
| 2   | Jack In The Box | 15/07/2009     | 1. アイシテモ (Aishitemo) *Nhạc và lời: Koike Teppei *Phối khí: Suzuki Daichi Hideyuki 2. AIR STYLE *Nhạc: Jun Ichikawa *Lời: Junji Ishiwatari *Phối khí: Tanaka Yusuke, Ryosuke Nakanishi 3. 波音 (Namioto) *Nhạc và lời: Koike Teppei *Phối khí: Ryotadashi Kawabata 4. My Way *Nhạc và lời: Ashita ☆ Hareruya *Phối khí: Tanaka Yusuke, Ashita ☆ Hareruya 5. キミだけ (Kimi Dake) *Nhạc và lời: Koike Teppei *Phối khí: Masanori Shimada 6. 終わったはず (Owatta Hazu) *Nhạc và lời: Koike Teppei *Phối khí: Oba Kosuke 7. I'm Here *Nhạc: Jun Ichikawa *Lời: leonn *Phối khí: Samurai Yasuhara 8. Smile *Nhạc và lời: Koike Teppei *Phối khí: Suzuki Daichi Hideyuki 9. シンクロ (Shinkuro) *Nhạc: Hidenori Tanaka *Lời: Junji Ishiwatari *Phối khí: Masanori Shimada 10. Don't Stop The Music *Nhạc và lời: Koike Teppei, Shinichi Asada *Phối khí: Shinichi Asada | 15                          |

## Xuất hiện

### Phim truyền hình
- Tantei Kazoku (22/07 ~ 17/09/2002, Kansai) - Noboru Yamada.[3]
- Okaasan to Isshou (07/01 ~ 11/03/2003, TBS) - Kogure Yoshimatsu.[3]
- Anata no Jinsei Ohakobishimasu (10/04 ~ 19/06/2003, Fuji TV) - Kobayakawa Naoki.[3]
- Yankee Bokou ni Kaeru (10/10 ~ 12/12/2003, TBS) - Murase Moto.[4]
- Water Boys 2 (06/07 ~ 21/09/2004, Fuji TV) - Iwata Iwao.[5]
- Divion 1 - Stage 8: Houkago (24/11 ~ 22/12/2004, Fuji TV) - Kaname Komiya.[3]
- Gokusen 2 (15/01 ~ 19/03/2005, NTV) - Keita Takeda.[6]
- Dragon Zakura (08/07 ~ 16/09/2005, TBS) - Ogata Hideki.[7]
- Oniyome Nikki (11/10 ~ 20/12/2005, Fuji TV) - Sawamura Ryosuke.[8]
- Iryu - Team Medical Dragon (Fuji TV) - Ijuuin Noboru:
  - Iryu - Team Medical Dragon (13/04 ~ 29/06/2006).[9]
  - Iryu - Team Medical Dragon 2 (11/10 ~ 20/12/2007).[10]
  - Iryu - Team Medical Dragon 3 (14/10 ~ 16/12/2010).[11]
  - Iryu - Team Medical Dragon 4 (09/01 ~ 20/03/2014).[12]
- Mada Minu Chichi e, Haha e (21/12/2007, Fuji TV) - Tsutomu Aragakii.[3]
- Shibatora 〜 Dougan keiji * Shibata Taketora 〜 (Fuji TV) - Shibata Taketora:[13]
  - Shibatora 〜 Dougan keiji * Shibata Taketora 〜 (08/07 ~ 16/09/2008).
  - Shibatora 〜 Dougan keiji! Shijou saidai no kiki supesharu 〜 (09/05/2009).
  - Shibatora 〜 Saraba, Dougan keiji supesharu 〜 (22/05/2010).
- Cherushii Hoteru he Youkoso (03/01/2009, Fuji TV) - Miyadori Ryuhei.[14]
- Ohitorisama (16/10 ~ 18/12/2009, TBS) - Misaka Shinichi.[15]
- Tetsu no Hone (03/07 ~ 31/07/2010, NHK) - Toshima Heita.[3]
- Salaryman NEO Season 6 (2011, NHK) - vai trò khách mời tập 16, 20.
- Noro Season 3 (2011, NHK) - vai trò khách mời tập 3, 5.
- Propose Kyodai (21/02 ~ 24/02/2011, Fuji TV) - Yamada Jiro.[16]
- Joi * Kuraishi Shouko 〜 (Fuji TV) - Kamata Hayao:[17]
  - Joi * Kuraishi Shouko 〜 Shi no Tenteki 〜 (17/02/2012).
  - Joi * Kuraishi Shouko 2 〜 Shi no Kenkyuushitsu 〜 (23/08/2013).
  - Joi * Kuraishi Shouko 3 〜 Shi no Saishuu shindan 〜 (13/06/2014).
  - Joi * Kuraishi Shouko 4 〜 Shi no Naika byoutou 〜 (21/10/2016)
- Naniwa Shounen Tanteidan (02/07 ~ 17/09/2012, TBS) - Shindo Shuhei.[18]
- Doroctor (16/09 ~ 23/09/2012, NHK) - Nakamura Shinichi.[19]
- Asadora Amachan (01/04 ~ 28/09/2013, NHK) - Hiroshi Adachi. (Phim này đã được chiếu trên kênhHTV3 với tên Nữ thợ lặn)[20]
- Nigakute Amai - Kibou no Cha (25/10/2013, NHK) - Kota Hayakawa.[21]
- Honto Niatta Kowai Hanashi - S Douzan no Onna (16/08/2014, Fuji TV)
- Borderline (04/10 ~ 01/11/2014, NHK) - Kawabata Akira.[22]
- Konkatsu Deka (02/07 ~ 17/09/2015, YTV) - Fujioka Tsutsuji.[23]
- Sabu to Ichi Torimono Hikae - Sabu:
  - Sabu to Ichi Torimono Hikae (19/12/2015, BS日テレ) - Sabu.[24]
  - Sabu to Ichi Torimono Hikae - Fuyu natsu no shou (17/12/2016, BS日テレ) - Sabu.[24]
- Chikaemon (14/01 ~ 03/03/2016, NHK) - Tokubee.[25]
- Senju Crazy Boys (15/02/2017, NHK) - Saito Yuki.[26]
- Reverse (14/04 ~ 16/06/2017, TBS) - Hirosawa Yoshiki.[27]
- Wagaya no Mondai (25/02/2018, NHK BS) - Tanaka Junichi (tập 4).[28]
- The Confidence Man JP (04/06/2018, Fuji TV) - Katsura Kimihiko (tập 9).[29]

### Các vai diễn của anh trong các bộ phim chiếu rạp
- Taga Tameni (17/10/2005) - Yamagishi Tatsuya.[30]
- Lovely Complex (15/07/2006) - Otani Atsushi.
- My Favorite Girls (20/12/2006) - Iragashi Hayato (làm cùng với Wentz Eiji).
- KIDS (02/02/2008) - Ono Asato.[31]
- Homeless Student (25/10/2008) - Tamura Hiroshi.
- Gokusen The Movie (11/07/2009) - Keita Takeda.
- Black Gaisha ni Tsutometerundaga, Mou Ore wa Genkai Kamoshirenai (21/11/2009) - Oneta Masao.
- Salaryman NEO The Movie (03/11/2011) - Shinjou Makoto.
- Sabuibo Masuku (11/06/2016) - Gonsuke.[32]
- Taberu onna (09/2018) - Yuuta.

### Sân khấu
- Shida no Mure Junjou Junrei Hen (04/05 ~ 27/05/2012 - Bunkamura)
- Merrily - We Are Roll Along (01/11 ~ 17/11/2013) - Charley Kringas.
- Kirei - Kamisama to Machiawase Shita Onna (05/12/2014 ~ 18/01/2015) - Harikona.
- Death Note The Musical (06/04 ~ 29/04/2015) - Thám tử L.[33]
- 1789 - Bastille no Koibitotachi (09/04 ~ 15/05/2016) - Ronan Mazurier.[34]
- Kinky Boots (21/07 ~ 06/08/2016) - Charlie Price.[35]
- Cabaret (01 ~ 02/2017) - Cliff Bradshaw.
- Death Note The Musical (21 ~ 23/07/2017 - Đài Loan; 02 ~ 24/09 - Tokyo) - Thám tử L.
- Rocky Horror Show (16/11 ~ 31/12/2017) - Brad Majors.
- 1789 - Bastille no Koibitotachi (09/04 ~ 15/05/2016) - Ronan Mazurier.[34]
- Kinky Boots return (2019) - Charlie Price.[35]

### CM
- GyaO USEN (2005) *với tư cách WaT*.
- Rohto: 
  - Mentholatum ACNES (2006).
  - Mentholatum ACNES "Skin Love" (2009).
- Công ty sữa Morinaga:
  - Aloe Yagourt (2006).
  - Red Aloe Yagourt (2007).
- Sky Perfect JSAT "e2" *(2007) *với tư cách WaT*.
- JRA CLUB KEIBA (2008 - 2010).
- LeoPalace (2008).
- Elieres Pet Care Elulu (2011).
- Glico Cafe au lait (2014) *với tư cách WaT*.

### Lồng tiếng cho Anime
- Lovely Complex phiên bản đặc biệt (2006, TV Asahi) - Atsushi Otani.
- Little Ghostly Adventures of Tofu Boy (2011, Warner Bros) - Sodehikikozou (Bé hạt dẻ / Tiểu Tụ).

### Photobook
- Frist Letter From Teppei (chụp bởi Nishimura Ayako, 15/07/2005).
- Kiss me, kiss me Koike Teppei (chụp bởi Itaru Hirata, 13/10/2006).
- Aoizora Aruki (chụp bởi Sai, 27/09/2008).
- I was... (04/01/2012).
- I Will... (17/02/2012).